# 文乃尔
文乃尔（法語：Jean-Pierre Néel，1832年—1862年），又譯文乃耳，法国传教士，天主教神父，属巴黎外方传教会。
清同治元年正月十五日 (1862年2月13日)，贵州省开州县过元宵节，地方官要求每户认捐搭龙灯、祭龙神。文乃爾指使当地天主教教徒抗缴。开州知县戴鹿芝在贵州提督田兴恕批示“就地正法”指令下，以“破坏政令”的罪名将文乃爾和4名抗捐教徒逮捕凌迟处死。當時一同处死的還包括來自四川教會的女傳道員易貞美。在法国公使柏尔德密的战争威脅下，1863年12月清政府将田兴恕革职发配新疆，此時戴鹿芝已死，贵州提督衙门拨充1.2万两银赔天主教会。开州教案与其前不久的青岩教案合称贵阳教案。
2000年，文乃尔列入教宗若望保禄二世册封120位中华殉道圣人名单。